# Marcela Fabiana Richezza
Marcela Fabiana Richezza (23. prosinca 1964.) je bivša argentinska hokejašica na travi. 
S argentinskom izabranom vrstom je sudjelovala na više međunarodnih natjecanja.

## Sudjelovanja na velikim natjecanjima
- Panameričke igre 1987.
- OI 1988. (7. mjesto)
- Panameričke igre 1991.